# Sedum chingtungense
Sedum chingtungense är en fetbladsväxtart som beskrevs av Kun Tsun Fu. Sedum chingtungense ingår i Fetknoppssläktet som ingår i familjen fetbladsväxter. Inga underarter finns listade i Catalogue of Life.